# D'Abzac

Geslachtswapen

D'Abzac is een oud-adellijk Frans geslacht.

## Geschiedenis

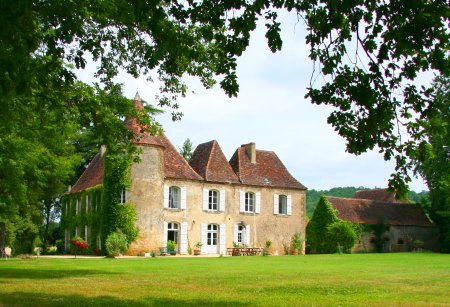
Kasteel van Falgueyrac

De familie d'Abzac is afkomstig uit de Périgord en heeft een bewezen stamreeks die teruggaat tot in 1287. In 1615 werd de titel van markies de La Douze toegekend aan een uitgestorven tak. Hofeer werd verleend in 1781 en 1787.
Het geslacht werd ingeschreven bij de ANF onder nummer 615. In 2007 leefden er nog negen mannelijke afstammelingen. In 1992 woonde het hoofd van het geslacht, graaf Ghislain d'Abzac, op het kasteel van Falgueyrac in Saint-Chamassy.